# جون روشي (لاعب كرة قدم أمريكية)
جون روشي (بالإنجليزية: John Roach)‏ هو لاعب كرة قدم أمريكية أمريكي، ولد في 26 مارس 1933 في دالاس في الولايات المتحدة.

## وصلات خارجية
- جون روشي على موقع مرجع كرة القدم المحترفة.كوم (الإنجليزية)